# Diagram Stüve

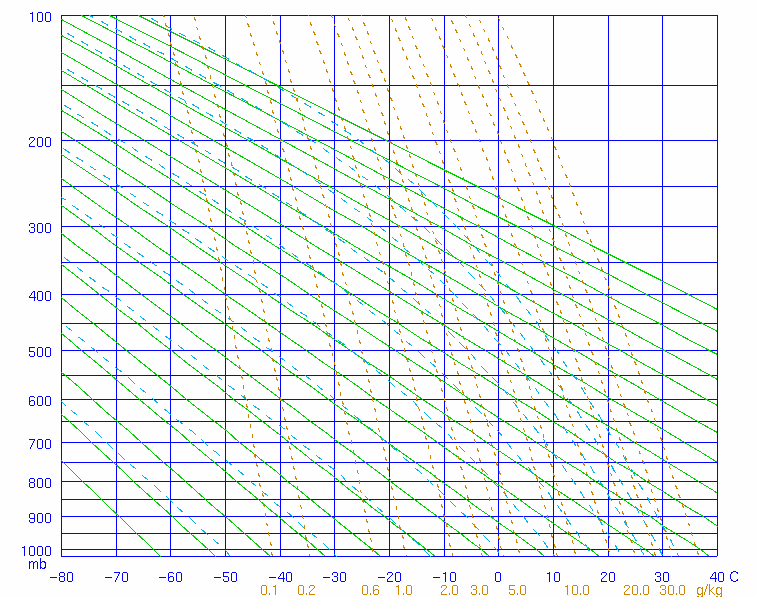
Diagram Stüvego.

Diagram Stüve – rodzaj diagramu termodynamicznego używany w opisie sondażu atmosferycznego. Niezależnymi zmiennymi na diagramie są temperatura i ciśnienie. Diagram jest używany do rysowania temperatury i temperatury punktu rosy, oraz prędkości i kierunku wiatru. Diagram służy do graficznego wyznaczania własności termodynamicznych sondażu atmosferycznego.
Diagram Stüve'go został opracowany około 1927 roku przez Georga Stüve i został szybko zaakceptowany w USA. Ciśnienie, temperatura i temperatura potencjalna są liniami prostymi na tym diagramie.